# 中野信子
中野 信子（なかの のぶこ、1975年 - ）は、日本の脳科学者、評論家。
東京都出身。東日本国際大学特任教授。京都芸術大学客員教授。株式会社ビッグベン所属。MENSA元会員。学位は博士（医学）（東京大学・2008年）。

## 来歴
1998年、東京大学工学部応用化学科卒業。2004年、東京大学大学院医学系研究科医科学専攻修士課程修了。
2008年、東京大学大学院医学系研究科脳神経医学専攻博士課程修了。博士論文「高次聴覚認知における知覚的範疇化の神経機構 fMRI・TMSによる複合的検討」で博士（医学）の学位を取得。
フランス国立研究所ニューロスピン（NeuroSpin。高磁場MRI研究センター）に博士研究員として2008年から2010年まで勤務。2013年、東日本国際大学客員教授。横浜市立大学客員准教授（2015年10月まで）。2015年、東日本国際大学経済経営学部特任教授に就任。主要担当科目は「脳科学基礎論」。2019年京都芸術大学客員教授。2022年、森美術館理事。

## 人物
- 2011年、武蔵野美術大学・元非常勤講師で大阪芸術大学芸術学部准教授の中野圭と結婚[6][7][8]。
- 趣味は、現代アート、読書（歴史、ミステリー）、香りを楽しむこと、スキューバダイビング、クレー射撃[9]。

## 著書

### 単著
- 脳科学からみた「祈り」（2011年12月、潮出版社）ISBN 978-4267018916
- 世界で活躍する脳科学者が教える！ 世界で通用する人がいつもやっていること（2012年7月、アスコム）
- 科学がつきとめた「運のいい人」（2013年2月、サンマーク出版）
- 成功する人の妄想の技術 「脳」を使いこなす最新テクニック（2013年6月、ベストセラーズ）
- 東大卒の女性脳科学者が、金持ち脳のなり方、全部教えます。（2013年12月、経済界）
- 脳内麻薬 人間を支配する快楽物質ドーパミンの正体（2014年1月、幻冬舎新書）
- 努力不要論――脳科学が解く！ 「がんばってるのに報われない」と思ったら読む本（2014年7月、フォレスト出版）ISBN 978-4-89451-622-9
- 脳はどこまでコントロールできるか?（2014年8月、ベスト新書）
- あなたの脳のしつけ方（2015年10月、青春出版社）
- 生きるのが楽しくなる脳に効く言葉（カリスマの言葉シリーズ）（2016年3月、セブン＆アイ出版）
- サイコパス（2016年、文春新書）
- 幸せをつかむ脳の使い方（2016年、ベストセラーズ）
- ヒトは「いじめ」をやめられない（2017年、小学館新書）
- シャーデンフロイデ －他人を引きずり下ろす快感－（2018年、幻冬舎新書）
- 不倫（2018年、文春新書）
- メタル脳 天才は残酷な音楽を好む（2019年、KADOKAWA）
- 引き寄せる脳 遠ざける脳（2019年、セブンプラス新書）
- キレる！（2019年、小学館新書）
- あなたの脳のしつけ方（2019年、青春出版社）
- 悪の脳科学（2019年、集英社）
- 人は、なぜ他人を許せないのか？（2020年、アスコム）
- 空気を読む脳（2020年、講談社）
- 毒親　毒親育ちのあなたと毒親になりたくないあなたへ（2020年、ポプラ社）
- ペルソナ　脳に潜む闇（2020年、講談社現代新書）
- 「嫌いっ！」の運用（2020年、小学館）
- 中野信子のこども脳科学（2021年、フレーベル館）
- 世界の「頭のいい人」がやっていることを1冊にまとめてみた（2021年、アスコム）
- フェイク 〜ウソ、ニセに惑わされる人たちへ〜（2022年、小学館）
- 脳の闇（2023年、新潮社）
- 「バイアス社会」を生き延びる（2023年、小学館）
- エレガントな毒の吐き方　脳科学と京都人に学ぶ「言いにくいことを賢く伝える」技術（2023年、日経BP）
- 賢くしなやかに生きる脳の使い方100（2023年、宝島社）
- 人は、なぜさみしさに苦しむのか？（2023年、アスコム）
- 新版 科学がつきとめた「運のいい人」（2023年、サンマーク出版）
- 感情に振り回されないレッスン（2023年、プレジデント社）

### 共著
- 正しい恨みの晴らし方（2015年2月、ポプラ新書） - 澤田匡人共著 ISBN 978-4591144220
- 脳・戦争・ナショナリズム 近代的人間観の超克（2016年1月、文春新書） - 中野剛志、適菜収共著
- 脳科学者が選んだやさしい気持ちになりたい時に聞く心がホッとするCDブック（2016年、アスコム） - 音楽：野田あすか
- 戦国武将の精神分析（2018年、宝島社新書） - 本郷和人共著
- 私がオバさんになったよ（2019年、幻冬舎） - ジェーン・スー共著
- 女に生まれてモヤってる！（2019年、小学館） - ジェーン・スー共著
- 僕らのＡＩ論（2019年、SBクリエイティブ） - 森川幸人共著
- ブラックマーケティング　賢い人でも、脳は簡単にだまされる（2019年、KADOKAWA） - 鳥山正博共著
- 「超」勉強力（2020年、プレジデント社） - 山口真由共著
- パンデミックの文明論（2020年、文藝春秋） - ヤマザキマリ共著
- 脳のアクセルとブレーキの取扱説明書　脳科学と行動経済学が導く「上品」な成功戦略（2020年9月、真壁昭夫共著/白秋社）ISBN 978-4434279294
- 脳から見るミュージアム　アートは人を耕す（2020年、講談社） - 熊澤弘共著
- 「一人で生きる」が当たり前になる社会（2020年、ディスカヴァー・トゥエンティワン） - 荒川和久共著
- PRESIDENT デジタル新書 No.23（2021年、プレジデント社） - アンデシュ・ハンセン他共著
- ヤマザキマリ対談集Dialogos（2021年、集英社 ） - ヤマザキマリ共著
- なんで家族を続けるの？（2021年、文藝春秋） - 内田也哉子共著
- 生贄探し　暴走する脳（2021年、講談社） - ヤマザキマリ共著
- 孤独と怒りに社会は軋む（2021年、中央公論新社 ） - 木原祐健他10名共著
- 頭のよさとは何か（2022年3月、プレジデント社） - 和田和樹共著
- 不倫と正義（2022年4月、新潮社） - 三浦瑠麗共著
- 同調圧力のトリセツ（2022年11月、小学館新書） - 鴻上尚史共著
- 女らしさは誰のため？（2023年6月1日、小学館新書） - ジェーン・スー共著 ISBN 978-4098254545
- 笑いのある世界に生まれたということ（2023年10月20日、講談社+α新書） - 兼近大樹共著 ISBN 978-4065324820[10]
- ニッポンの闇（2023年12月、新潮社） - デーブ・スペクター共著

### 監修・原案・原作
- コミックエッセイ 脳はなんで気持ちいいことをやめられないの？（2014年4月、アスコム） - 原案担当。漫画：ユカクマ
- 幸せをつかむ脳の使い方 一瞬で人生が変わる! マンガでナットク!（2016年12月16日、ベストセラーズ） - 漫画：寝猫、シナリオ：桜小路むつみ
- 世界にバカは4人いる（2019年、フォレスト出版） - 監修担当。著：トーマス・エリクソン、訳：オーグレン英里子
- まんがでわかる　ヒトは「いじめ」をやめられない（2019年、小学館） - 監修担当。作画：かんようこ、編集協力：サイドランチ
- まんがでわかる正義中毒 人は、なぜ他人を許せないのか？（2021年、アスコム） - 監修担当。作画：川井いね子、シナリオ：サイドランチ
- 人生がうまくいく脳の使い方（2022年6月、アスコム） - 原案担当。漫画：ユカクマ
- 脳科学者転生（2024年8月、小学館、やわらかスピリッツ） - 原作担当。漫画：丸円子、ネーム：藤澤勇希

### 解説
- 「幻肢」島田荘司 （2014年8月、文春文庫）
- 「レナードの朝」オリヴァー・サックス（2015年4月、ハヤカワ・ノンフィクション文庫）
- 「七夕の闇雨－毒草師－」高田崇史（2015年6月、新潮社）
- 「女の甲冑着たり脱いだり毎日が戦なり」ジェーン・スー（2016年5月、文春文庫）
- 「貴族と奴隷」山田悠介（2018年4月、幻冬舎文庫）
- 「スーパー・ゼロ」鳴海章（2018年9月、集英社文庫）
- 「危険人物をリーダーに選ばないためにできること――ナルシストとソシオパスの見分け方」ビル・エディ（2020年6月、プレジデント社）
- あっちむいて こっちむいて だ〜れだ？ わお！（2021年、パイインターナショナル）清川あさみ 作・絵

### 監訳
- 「図解　マインドフルネス―しなやかな心と脳を育てる」ケン・ヴェルニ著（2016年6月、医道の日本社）

### 学術論文
- Hara, N. & Mima, T. Anatomical correlates of absolute pitch studied by VBM. Neuroscience Research 65, S209-S209 (2009).
- Hara, N. F., Nakamura, K., Kuroki, C., Takayama, Y. & Ogawa, S. Functional neuroanatomy of speech processing within the temporal cortex. Neuroreport 18, 1603-1607 (2007).
- Nakamura, K. et al. Task-guided selection of the dual neural pathways for reading. Neuron 52, 557-564 (2006).

## 出演番組

### テレビ
- ホンマでっか!?TV（2012年9月 - 、フジテレビ）
- 情報プレゼンター とくダネ!（2012年10月 - 2013年3月、フジテレビ）
- 英雄たちの選択（2013年6月 - 、NHK BSプレミアム）
- クイズプレゼンバラエティー Qさま!!（2013年8月 - 、テレビ朝日）
- 有吉ゼミ（2013年9月 - 、日本テレビ）
- ビーバップ!ハイヒール（2013年11月14日、朝日放送）
- ワイド!スクランブル（2014年4月 - 、テレビ朝日） - 金曜日コメンテーター（レギュラー）[11]
- 情熱大陸（2015年1月11日、MBS制作・TBS系列）[12]
- 今夜くらべてみました（2015年3月3日、日本テレビ）
- THE 博学（2015年3月26日、テレビ朝日）
- サワコの朝（2016年1月23日、MBS・TBS）
- 徹子の部屋（2016年4月4日、2025年5月30日、テレビ朝日）
- クローズアップ現代「妻が夫にキレるわけ〜”2800人の声“が語る現代夫婦考〜」（2016年6月7日、NHK）
- カツヤマサヒコSHOW（2016年4月23日、サンテレビ）
- 世界一受けたい授業（2018年5月5日、日本テレビ）
- 伯山カレンの反省だ!!（2021年1月16日、テレビ朝日）

### ラジオ
- 垣花正のあなたとハッピー!（ニッポン放送、不定期） - ゲストコメンテーター
- 土曜朝イチエンタ。堀尾正明+PLUS!（2015年10月4日 - 、TBSラジオ） - 7時台「人生を変える脳の使い方」コーナーパーソナリティー
- 週末お悩み解消系ラジオ ジェーン・スー相談は踊る（2015年11月28日、TBSラジオ） - 代行MC
- くにまるジャパン 極（2017年5月23日, 2021年1月19日、文化放送） - ゲスト
- News Sapiens（2021年4月1日 - 2022年3月31日、TOKYO FM）
- こくみん共済 coop presents 世界には歌詞があふれている。（2022年9月 - 、TOKYO FM）